# Arnaldo Edi Lopes da Silva
Arnaldo Edi Lopes da Silva (Aveiro, Portugal, 7 de julio de 1982), conocido como Edinho, es un exfutbolista portugués que jugaba como delantero. Desde julio de 2023 es director técnico del Vitória F. C.

## Selección nacional
En marzo de 2009 fue convocado por Carlos Queiroz para jugar con Portugal un partido de clasificación para el Mundial 2010 frente a Suecia, y un partido amistoso frente a Sudáfrica. Edinho debutó en el segundo partido, con victoria de Portugal por 2-0 en Lausanne, Suiza en el que anotó el segundo gol de los portugueses en el minuto 55.

## Clubes
| Club                            | País     | Año       |
| ------------------------------- | -------- | --------- |
| Almada A. C.                    | Portugal | 2000-2002 |
| F. C. Barreirense               | Portugal | 2002-2003 |
| S. C. Braga "B"                 | Portugal | 2003-2005 |
| S. C. Braga                     | Portugal | 2005-2007 |
| F. C. Paços Ferreira (cedido)   | Portugal | 2005-2006 |
| Gil Vicente F. C. (cedido)      | Portugal | 2006-2007 |
| Vitória Setúbal                 | Portugal | 2007-2008 |
| AEK Atenas F. C. (cedido)       | Grecia   | 2008      |
| AEK Atenas F. C.                | Grecia   | 2008-2009 |
| Málaga C. F.                    | España   | 2009-2013 |
| PAOK de Salónica F. C. (cedido) | Grecia   | 2010      |
| C. S. Marítimo (cedido)         | Portugal | 2011      |
| Académica de Coimbra (cedido)   | Portugal | 2012-2013 |
| S. C. Braga                     | Portugal | 2013-2014 |
| Kayseri Erciyesspor (cedido)    | Turquía  | 2014      |
| Kayseri Erciyesspor             | Turquía  | 2014-2015 |
| Şanlıurfaspor                   | Turquía  | 2015-2016 |
| Vitória Setúbal                 | Portugal | 2016-2018 |
| C. D. Feirense                  | Portugal | 2018-2019 |
| C. D. Cova da Piedade           | Portugal | 2019-2021 |
| S. C. U. Torreense              | Portugal | 2021-2022 |
| Villa A. C.                     | Portugal | 2022      |
| Olímpico do Montijo             | Portugal | 2023      |

## Palmarés

### Campeonatos nacionales
| Título           | Club                 | País     | Año     |
| ---------------- | -------------------- | -------- | ------- |
| Copa de la Liga  | Vitória Setúbal      | Portugal | 2007-08 |
| Copa de Portugal | Académica de Coimbra | Portugal | 2011-12 |